# Landschaftsschutzgebiet FFH-Gebiet Wälder bei Büren
Das Landschaftsschutzgebiet FFH-Gebiet Wälder bei Büren mit 2804,54 ha Flächengröße liegt im Stadtgebiet von Büren im Kreis Paderborn. Das Landschaftsschutzgebiet (LSG) wurde 2007 vom Kreistag mit dem Landschaftsplan Bürener Almetal ausgewiesen.

## Beschreibung
Das LSG umfasst Waldflächen im Besitz von Privatpersonen und der Stadt Büren im FFH-Gebiete Wälder bei Büren (DE-4417302). Die übrigen öffentlichen Flächen des FFH-Gebietes sind als Naturschutzgebiet Wälder bei Büren ausgewiesen. Die große Hauptfläche dieses LSG ist umgeben vom Landschaftsschutzgebiet Bürener Wälder.
Beschreibung im Landschaftsplan: „Das FFH-Gebiet repräsentiert Lebensräume und Ökosysteme von europaweiter Bedeutung. Im Einzelnen sind insbesondere folgende Biotoptypen und Vergesellschaftungen schützenswert: Waldmeister- und Perlgrasbuchenwälder, Bach-Eschenwälder, naturnahe, meist temporäre Bachläufe und Quellbereiche, Felsbildungen, Dolinen und Erdfälle, flachgründige Hangbereiche sowie die natürliche Artenvielfalt, insbesondere der Säugetier-, Vogel-, Reptilien- und Amphibienfauna. Zentrales Ziel ist der Schutz, der Erhalt und die weitere Optimierung der Waldmeister-Buchenwälder, da dieser zusammenhängende Waldkomplex im Rahmen des Biotopverbundes einen wichtigen Refugial- und Ausbreitungsraum für zahlreiche Tier- und Pflanzenarten der Buchenwaldökosysteme im Übergang zwischen den Großlandschaften Weserbergland, Westfälische Bucht und Süderbergland darstellt.“
Mittelfristige soll es zur Umwandlung von Nadelholzbeständen, meist Fichten, in standortgerechte Laubwälder kommen. Im LSG kommen FFH-Arten wie Grauspecht, Rotmilan, Schwarzspecht und Wespenbussard vor. Bei der Wiederaufforstungen dürfen, mit einem Anteil von bis zu 20 Prozent, einzel-, trupp- oder gruppenweise, auch nicht heimische Baumarten, wie Nadelholz, angepflanzt werden, sofern es sich um die Beibehaltung eines zum Zeitpunkt der LSG-Ausweisung bestehenden Anteils handelt. Standortfremden Bäume, insbesondere Hybrid-Pappeln und Nadelbäume sollen vorrangig in Quellbereichen und Taleinschnitten sowie auf Flächen, deren floristische oder faunistische Schutzwürdigkeit durch diese standortfremden Gehölze gefährdet bzw. beeinträchtigt ist, in Laubmischwälder umzuwandeln werden, wobei aufkommende Nadelholzverjüngung zu entfernen ist. Für den Stadtwald Büren sollen geeignete Einzelbäume und Baumgruppen zu Altholzinseln entwickelt werden sowie Totholz und Höhlenbäume  erhalten werden.